# Austin Stevens
Austin James Stevens (Pretoria, 19 maggio 1950) è un erpetologo, fotografo e avventuriero sudafricano, conosciuto per una serie di documentari sui serpenti. È anche autore di due libri.

## Biografia

### La prima attrazione per i serpenti
Austin Stevens nacque a Pretoria in Sudafrica.
Cominciò a interessarsi ai serpenti a circa 12 anni, portava a casa i serpenti quando li trovava e la sua dimora era abitata da molti serpenti. Ai suoi genitori i serpenti non piacevano ma erano orgogliosi di far sapere alla gente come loro figlio sapesse prendersene cura. Quando finì la scuola la sua collezione di rettili includeva già alcune delle specie più esotiche e velenose del mondo ed era infatti considerato uno dei più importanti collezionisti del Sudafrica.
Stevens descriveva i suoi genitori come "convenzionali". Sua madre perse un polmone in un incidente d'auto da ragazza, per questo motivo era di salute cagionevole e cadeva spesso malata; morì quando Stevens aveva 13 anni. Suo padre possedeva un piccolo negozio di riparazioni di macchine per scrivere. Il suo senso dell'avventura traeva origine da suo nonno, originario di Bristol, Inghilterra, che si chiamava Austin James Stevens, cofondatore della AJS Motorbyke Corporation, che poi emigrò in nave per l'Africa.

### Dopo aver lasciato l'esercito
Austin si diede da fare nelle corse di moto e fece parte di numerose bande di motociclisti e trascorse molti anni senza meta autodescrivendosi un "indisciplinato". Lasciò il mondo delle moto nel 1974 dopo un incidente quasi fatale durante una corsa. Un'offerta di un lavoro al rettilario di Transvaal, vicino a Johannesburg, gli fece tornare la passione per la natura, dove trascorse sei anni occupandosi in prima persona dei rettili, diventando un erpetologo pienamente qualificato.

### Fotografo e documentarista
Dopo aver lasciato il rettilario di Transvaal iniziò a lavorare come Curatore di Erpetologia al Nordharzer Shlangenfarm in Germania, un'occupazione che lo aiutò a progettare e a portarlo in operazioni prima del ritorno in Africa, dove ricoprì la posizione di Curatore dei Rettili al Hartebeespoort Dam Snake Animal Park. Nel tentativo di raccogliere fondi e interesse sulla triste condizione dei gorilla dell'Africa, Austin stabilì un record trascorrendo 107 giorni e notti con 36 dei più velenosi serpenti d'Africa. Il novantaseiesimo giorno fu morso da un cobra (Stevens è stato morso anche al dito, da una vipera soffiante, perdendone un pezzo) ma per il troppo stupore e interesse del pubblico rifiutò di lasciare la gabbia e si fece curare sul posto. Anche se era molto malato, completò la sfida dei 107 giorni e batté il record esistente del Guinness dei Primati (Guinness dei Primati degli Animali). Questo record è stato battuto solo recentemente. Da questa esperienza, scrisse un libro intitolato Serpenti nel mio letto.
Successivamente, ritornò in Namibia dove fu coinvolto nella fotografia della natura e nei documentari.
Oggi la carriera di erpetologo, avventuriero ed esperto di sopravvivenza di Austin Stevens include una serie di programmi TV sui rettili e altri animali selvatici. il programma principale Austin Stevens: The Snakemaster, è anche conosciuto per Austin Stevens: Most Dangerous su Animal Planet, e Austin Stevens Adventures trasmesso su Canale 5 nel Regno Unito. Il suo ultimo libro L'ultimo uomo dei serpenti è stato pubblicato nel Regno Unito da Noir Publishing.
Verso la fine del 2008 Stevens ha lanciato un suo proprio sito ufficiale.
Alcune delle macchine fotografiche utilizzate da Stevens sono la Samsung GX-10, Canon EOS 50E e la Canon EOS 350D.

## Vita privata
Austin vive ora a Swakopmund, Namibia, tra l'oceano Atlantico e la desolata vastità del deserto del Namib. Stevens si mantiene in forma praticando le arti marziali, in particolare l'uso del nunchaku. Egli afferma che mantiene sempre in esercizio i suoi riflessi per lavorare con i serpenti velenosi.
Nel dicembre 2007, Austin si è sposato con Amy Wilcher, una giovane fotomodella e collezionista di pitoni australiana.
Ha una grande passione per le automobili, specialmente per le Mazda RX. L'ultimo acquisto di Stevens è una Mazda Pickup 2.6 l, adattata per i viaggi nella natura selvaggia.

## Opere
Alcune delle sue opere:
- Dragons Of the Namib, un documentario riguardo alla vita del Camaleonte di Namaqua. È nell'elenco dei produttori del documentario e direttore della fotografia.
- Africa's Deadliest Dozen, un documentario sui serpenti più velenosi d'Africa. Riportato come regista.

Le sue foto sono anche riportate in questi siti:
- Jeff Corwin's Carnival of Creatures, dove è mostrata una foto di un Bungarus .
- Animali Scene di Animali del mondo , dove ha postato non solo foto di serpenti, ma dozzine di altri animali come uccelli e lucertole (cerca "Austin Stevens").
- È un donatore di foto su ARKive.[6]

### Libri
- Serpenti nel mio Letto (Penguin 1992)
- L'ultimo uomo dei serpenti (Noir Publishing 2007) ISBN 978-0-9536564-6-2

### DVD
- Il morso del serpente - Alla ricerca del Re Cobra (Go Entertain 2005)
- I serpenti più velenosi (Green Umbrella 2007)
- Austin Stevens: Snakemaster (serie)